# كأس إنترتوتو 1990
كأس إنترتوتو 1990 هو الموسم 30 من كأس إنترتوتو. فاز فيه لخ بوزنان.